# La Marabunta
La Marabunta es un grupo musical gallego (España), que nació como proyecto alternativo de algunos componentes de grupos bastante conocidos del panorama pop español, como Los Ronaldos. Radicados en Madrid, y formados por Ricardo Moreno (de Los Ronaldos), Santi Mouriño, Rafa Villarino, Pablo Novoa (ex de Golpes Bajos) y Nico (Nicolás Pastoriza, ex de Bromea o qué), cultivan un sonido caliente, mestizo y tropical que los acerca a otras bandas como 21 Japonesas, Mission Hispana y Los Especialistas.
Iniciaron su andadura con una canción fuerte, «Las torres rojas», y aunque no muy productivos por sus otras vidas, llegaron a tener 2 LP en su haber. «Sopas de burro cansado» fue otro de sus grandes éxitos.

## Discografía
- La Marabunta, BMG, 1993.
- Los cuentos de la Marabunta, 1996 (mini-LP). Incluye «Satélite Xabarin», que aparece también en Xabarin Club.
- La vida en rebajas, 1997 dsds